# Composição de funções
Em matemática, uma função composta é criada aplicando uma função à saída, ou resultado, de uma outra função, sucessivamente. Como uma função deve possuir um  domínio e contradomínio bem definidos e estamos falando de aplicar funções mais de uma vez, devemos ser precisos com relação a como estamos aplicando estas funções. 

## Definição
Seja: 
{\displaystyle f:A\rightarrow B}
e 
{\displaystyle g:C\rightarrow D;\quad B\subset C}
duas funções, Se o domínio de g contiver a imagem de f, podemos definir a função composta:
{\displaystyle g\circ f:A\rightarrow D}
como:
{\displaystyle g\circ f(x)=g(f(x));\quad \forall x\in A}
Isto é ilustrado na figura abaixo:

## Associatividade
Pode-se então estender a definição para a composição de três ou mais funções, de maneira análoga. Sejam 
{\displaystyle f:A\rightarrow B{\mbox{, }}g:B\rightarrow C{\mbox{ e }}h:C\rightarrow D}.
É fácil mostrar que:
{\displaystyle (h\circ g)\circ f=h\circ (g\circ f)\,}
Por transitividade e associatividade, define-se a função composta:
{\displaystyle h\circ g\circ f:A\rightarrow D}
como:
{\displaystyle (h\circ g\circ f)(x)=(h\circ g)(f(x))=h(g(f(x)))\quad \forall \ x\in A}
De uma forma geral, basta a imagem {\displaystyle f(A)} estar contida no domínio de g para podermos definir a função composta {\displaystyle g\circ f} (a definição rigorosa seria uma composição com a função inclusão).

## Potência de uma função
Seja {\displaystyle f:A\rightarrow A\,}. Neste caso, pode-se definir {\displaystyle f\circ f\,}, {\displaystyle f\circ f\circ f\,}, etc. Pode-se portanto definir {\displaystyle f^{n}\,} (por indução: {\displaystyle f^{n}\circ f=f\circ f^{n}=f^{n+1}\,}) para {\displaystyle n\geq 2\,}. Definindo-se:
{\displaystyle f^{0}={\mbox{Id}}_{A}\,}
{\displaystyle f^{1}=f\,}
Chega-se facilmente a:
{\displaystyle f^{n}\circ f^{m}=f^{n+m}\,}
Eventualmente, conforme a estrutura do conjunto A e da função f, é possível estender a definição de {\displaystyle f^{n}\,} para n inteiro (ou mesmo outros superconjuntos dos naturais).